# Condado de Bourbon (Kansas)
O Condado de Bourbon é um dos 105 condados do estado americano de Kansas. A sede do condado é Fort Scott, e sua maior cidade é Fort Scott. O condado possui uma área de 1 655 km² (dos quais 4 km² estão cobertos por água), uma população de 15 379 habitantes, e uma densidade populacional de 9 hab/km² (segundo o censo nacional de 2000). O condado foi fundado em 25 de agosto de 1855.